# HDR10
HDR10 Media Profile, más comúnmente conocido como HDR10, es un estándar abierto de video de alto rango dinámico (HDR) anunciado el 27 de agosto de 2015 por Consumer Technology Association. Es el más extendido de los formatos HDR.
HDR10 no es retrocompatible con SDR. Incluye metadatos estáticos HDR pero no metadatos dinámicos. No ofrece la capacidad de optimizar el contenido para las capacidades de visualización del consumidor de una manera basada en la intención del creador del contenido.
PQ10 se refiere a un formato HDR que es igual a HDR10 sin ningún metadato.

## Detalles técnicos
HDR10 se define como:
- EOTF: SMPTE ST 2084 (PQ)
- Profundidad de bits: 10 bits
- Color primarios: ITU-R BT.2020 (idéntico a los primarios BT.2100 )
- Metadatos estáticos: SMPTE ST 2086 (masterización del volumen de color de la pantalla), MaxFALL (nivel máximo de luz promedio de fotogramas) y MaxCLL (nivel máximo de luz de contenido)
- Submuestreo de color: 4:2:0 (para fuentes de video comprimidas)

PQ10 se refiere a un formato HDR que usa PQ, 10 bits y Rec. 2100 colores primarios sin tener ningún metadato.
HDR10 está técnicamente limitado a un máximo de 10 000 nits de brillo máximo; sin embargo, los contenidos comunes de HDR10 se dominan con un brillo máximo de 1000 a 4000 nits.
HDR10 no es compatible con versiones anteriores de pantallas SDR.
En las pantallas HDR10 que tienen un volumen de color más bajo que el contenido de HDR10 (por ejemplo, una capacidad de brillo máximo más bajo), los metadatos de HDR10 brindan información para ayudar a ajustar el contenido. Sin embargo, los metadatos son estáticos (siguen siendo los mismos para todo el video) y no indican cómo se debe ajustar el contenido. Por lo tanto, la decisión depende de la pantalla y es posible que no se conserven las intenciones creativas.
Los formatos que compiten con HDR10 son Dolby Vision y HDR10+ (que proporcionan metadatos dinámicos, lo que permite preservar las intenciones creativas en cada pantalla y en una base de escena por escena o cuadro por cuadro), y también HLG (que proporciona cierto grado de compatibilidad con versiones anteriores con DEG).

## Adopción
HDR10 es compatible con una amplia variedad de empresas, que incluyen fabricantes de monitores y televisores como Dell, LG, Samsung, Sharp, VU, Sony y Vizio, así como Sony Interactive Entertainment, Microsoft y Apple, que admiten HDR10 en sus plataformas PlayStation 4, consola de videojuegos Xbox One y Apple TV, respectivamente.

### Hardware
- TV
- Interfaces de audio y video
- Pantallas de teléfonos inteligentes
- Cámara de teléfonos inteligentes
- Cámara digital
- SoC móvil
- Consolas de juegos

### Contenido
- Ultra HD Blu-ray
- Servicios de transmisión

### Software
- Reproductor multimedia
- Escala de colores